# Suède au Concours Eurovision de la chanson 1981
La Suède a participé au Concours Eurovision de la chanson 1981 le 22 mars à Dublin. C'est la 21e participation suédoise au Concours Eurovision de la chanson.
Le pays est représenté par Björn Skifs et la chanson Fångad i en dröm, sélectionnés à l'occasion du Melodifestivalen en 1981.

## Sélection

### Melodifestivalen 1981
Le Melodifestivalen 1981 est la sélection de la chanson représentant la Suède au Concours Eurovision de la chanson. C'est la 20e fois que ce mode de sélection d'une chanson est utilisé. 90 chansons furent soumises à Sveriges Television pour le concours. La finale a lieu au Cirkus de Stockholm le 21 février 1981, présentée par Janne Carlsson et diffusée sur SVT1 mais diffusée à la radio.
| Position | Artiste             | Chanson                      | Traduction              | Auteurs-compositeurs                | Points | Place |
| -------- | ------------------- | ---------------------------- | ----------------------- | ----------------------------------- | ------ | ----- |
| 1        | Janne Lucas Persson | Rocky Mountain               | Montagne rocheuse       | Janne Lucas Persson, Göran Ledstedt | 50     | 3e    |
| 2        | Anders Glenmark     | Det är mitt liv - det är jag | C'est la vie, c'est moi | Anders Glenmark                     | 41     | 4e    |
| 3        | Kicki Moberg        | Men natten är vår            | Mais la nuit est à nous | Agnetha Fältskog, Ingela Forsman    | 28     | 5e    |
| 4        | Björn Skifs         | Fångad i en dröm             | Pris dans un rêve       | Björn Skifs, Bengt Palmers          | 59     | 1er   |
| 5        | Sweets 'n' Chips    | God morgon                   | Bonjour                 | Lasse Holm, Torgny Söderberg        | 57     | 2e    |

## À l'Eurovision
La chanson passe à la 20e et dernière place de la soirée, précédée par Io senza te interprétée par Peter, Sue & Marc représentant la Suisse.
À la fin du vote, la chanson obtient 50 points, dont 12 de la France et 10 de l'Allemagne, et finit à la 10e place sur vingt participants.

### Points attribués par la Suède
| 12 points | Allemagne   |
| 10 points | France      |
| 8 points  | Royaume-Uni |
| 7 points  | Irlande     |
| 6 points  | Finlande    |
| 5 points  | Luxembourg  |
| 4 points  | Danemark    |
| 3 points  | Israël      |
| 2 points  | Autriche    |
| 1 point   | Suisse      |

### Points attribués à la Suède
| 12 points  | 10 points   | 8 points | 7 points                   | 6 points            |
| ---------- | ----------- | -------- | -------------------------- | ------------------- |
| - France   | - Allemagne |          | - Yougoslavie              | - Norvège           |
| 5 points   | 4 points    | 3 points | 2 points                   | 1 point             |
| - Danemark | - Belgique  |          | - Luxembourg - Royaume-Uni | - Chypre - Finlande |